# モンテネグロ議会
モンテネグロ議会（モンテネグロぎかい、モンテネグロ語：Skupština Crne Gore, Скупштина Црне Горе）は、モンテネグロの立法府である。

## 概要
一院制で定数81、任期4年。議会議長は大統領の任務が停止された場合、大統領代行として職務を遂行する。